# Mustafa Zazai
Pour les articles homonymes, voir Zazai.
Mustafa Zazai, né le 9 mai 1993 à Kaboul, est un footballeur international afghan, possédant également la nationalité allemande. Il évolue au poste de milieu de terrain au Boeung Ket Angkor.

## Carrière

### En club
Il commence le football au SpVgg Roßstadt avant de s'installer à Hambourg. Il poursuit sa formation dans plusieurs clubs hambourgeois, le  Bramfelder SV, le Hambourg SV et le SC Concordia puis au VfB Lübeck où il commence sa carrière en 2012. Il joue son premier match en Coupe du Schleswig-Holstein le 29 juillet lors d'une victoire face au Preetzer TSV. 
En 2013, il s'engage avec le FC Sankt Pauli II en Regionalliga Nord. Il joue son premier match le 4 août contre le 
VfL Wolfsburg II. Il marque son premier but le 6 octobre contre le SV Eichede (défaite 3-1). Il quitte le club en janvier 2016.
Après 6 mois sans club, il s'engage au TSG Neustrelitz en juillet 2016. Il fait ses débuts en Regionalliga Nord-Est le 31 juillet contre le Viktoria Berlin (défaite 3-0). Il marque son unique but le 29 septembre contre le SV Babelsberg 03 (défaite 5-3). Le club termine le championnat à la dernière place.
À l'été 2017, il rejoint le Lüneburger SK Hansa en Regionalliga Nord. Il fait sa première apparition le 20 août contre le SC Weiche Flensburg (défaite 3-1). Il quitte le club au mercato hivernal.
Il s'engage alors avec le Chachoengsao Hi-Tek FC en Thai League 3 jusqu'en juin.
Il rejoint ensuite Phrae United, qui évolue dans la même division, pour y terminer la saison.
En janvier 2019, il rejoint le Kelantan FA en Premier League (deuxième division malaisienne) pour 6 mois.
En juin, il s'engage avec Phnom Penh Crown en C-League.
Depuis novembre 2019, il évolue avec le Visakha FC, dans la même division.

### En équipe nationale
Mustafa Zazai honore sa première sélection le 14 mai 2014 lors d'un match amical contre le Koweït (défaite 3-2). Il marque son premier but le 16 juin 2015, contre le Cambodge (victoire 0-1). Ce match rentre dans le cadre des éliminatoires du mondial 2018.

#### Buts en sélection
| N° | Date             | Lieu                                                | Adversaire | Score | Résultat | Compétition                                                     |
| -- | ---------------- | --------------------------------------------------- | ---------- | ----- | -------- | --------------------------------------------------------------- |
| 1. | 16 juin 2015     | Stade olympique de Phnom Penh, Phnom Penh, Cambodge | Cambodge   | 1–0   | 1-0      | Éliminatoires de la Coupe du monde de football 2018 : zone Asie |
| 2. | 12 novembre 2015 | Takhti Stadium, Téhéran, Iran                       | Cambodge   | 1–0   | 3-0      | Éliminatoires de la Coupe du monde de football 2018 : zone Asie |
| 3. | 14 juin 2022     | Salt Lake Stadium, Calcutta, Inde                   | Cambodge   | 2–0   | 2-2      | Troisième tour des éliminatoires de la Coupe d'Asie 2023        |

## Statistiques
| Saison                | Club                  | Championnat           | Championnat | Championnat | Coupe(s) nationale(s) | Coupe(s) nationale(s) | Afghanistan | Afghanistan | Total | Total |
| Saison                | Club                  | Division              | M.          | B.          | M.                    | B.                    | M.          | B.          | M.    | B.    |
| 2012-2013             | VfB Lübeck            | Regionalliga          | 15          | 0           | 0                     | 0                     | -           | -           | 15    | 0     |
| Sous-total            | Sous-total            | Sous-total            | 15          | 0           | 0                     | 0                     | -           | -           | 15    | 0     |
| 2013-2014             | FC Sankt Pauli rés.   | Regionalliga          | 24          | 1           | -                     | -                     | 6           | 0           | 30    | 1     |
| 2014-2015             | FC Sankt Pauli rés.   | Regionalliga          | 20          | 1           | -                     | -                     | 4           | 1           | 24    | 2     |
| 2015-2016             | FC Sankt Pauli rés.   | Regionalliga          | 8           | 1           | -                     | -                     | 10          | 1           | 18    | 2     |
| Sous-total            | Sous-total            | Sous-total            | 52          | 3           | -                     | -                     | 20          | 2           | 72    | 5     |
| 2016-2017             | TSG Neustrelitz       | Regionalliga          | 8           | 1           | 0                     | 0                     | -           | -           | 8     | 1     |
| Sous-total            | Sous-total            | Sous-total            | 8           | 1           | 0                     | 0                     | -           | -           | 8     | 1     |
| Total sur la carrière | Total sur la carrière | Total sur la carrière | 75          | 4           | 0                     | 0                     | 20          | 2           | 95    | 6     |